# The Head on the Door
The Head on the Door è il sesto album di studio della band inglese The Cure, pubblicato il 13 agosto 1985.
È il primo album dei The Cure a raggiungere la top 20 della hit parade ufficiale italiana (18º posto), collocandosi al 99º posto fra gli album più venduti in Italia nel 1985.

## Descrizione
Il disco è il primo con la nuovissima formazione a cinque membri, formazione che si dimostrerà essere, a meno di singole variazioni, la più prolifica sfornando album che sono considerati pilastri della carriera dei Cure, come Kiss Me Kiss Me Kiss Me e Disintegration.
The Head on the Door risente sicuramente di un'atmosfera di serenità ritrovata: è infatti per stessa ammissione di Robert Smith il primo album, da quattro anni a questa parte, composto da una vera band, al contrario degli album precedenti in cui la quasi totalità delle canzoni, per un motivo o per un altro, era opera di Robert Smith, da solo o con Lol Tolhurst.
Musicalmente, l'album chiude la prima parte della carriera dei Cure, contraddistinta dalle atmosfere dark e dai toni cupi, per lasciare spazio a una più variegata sperimentazione, che aprirà anche alle sonorità più pop: da questo album infatti provengono Close to Me e In Between Days, due dei singoli più leggeri della band; probabilmente anche per questo motivo, comincia ora la scalata al successo, che li porterà ai successi mondiali, ai tour negli stadi e ai dischi di platino.
Nella tracklist, oltre ai suddetti singoli, si alternano con buon ritmo atmosfere orientaleggianti (Kyoto Song), latine (The Blood) e primi approcci a un suono più chitarristico e anche pesante (Push, The Baby Screams), che sarà esplorato ancora di più in Kiss Me Kiss Me Kiss Me e soprattutto Wish. A chiudere il disco troviamo due canzoni (A Night Like This e Sinking) che richiamano i momenti precedenti della produzione della band, con ritmi lenti e testi depressi o cupi, a dimostrazione che la tipica vena malinconica è ancora ben presente.
Curiosità: questo album è il primo della discografia dei Cure dal quale è stato estratto più di un singolo.

### Storia e musica
L'album segna il ritorno di Simon Gallup nel gruppo; egli aveva collaborato con Robert Smith e Lol Tolhurst nella trilogia dark Seventeen Seconds, Faith e Pornography. Il chitarrista Porl Thompson, che aveva suonato la chitarra durante il primo periodo della band, e suonato le tastiere e il sassofono durante il tour dell'album The Top, entrò ufficialmente in formazione. Il batterista Boris Williams, già collaboratore di Thompson Twins, si unì alla band dopo aver suonato con i Cure durante la parte statunitense della tournée del 1984.
Durante la promozione del disco, Smith dichiarò che si era ispirato agli album Kaleidoscope dei Siouxsie and the Banshees e Dare degli Human League per la scrittura del materiale che andò a costituire The Head on the Door. Lui voleva che l'album fosse eclettico, con stili musicali e atmosfere diverse: «Mi ricorda Kaleidoscope, l'idea di avere un sacco di cose differenti, con colori diversi». Kyoto Song contiene sonorità orientali mentre The Blood è in stile flamenco. Il motivo pianistico di Six Different Ways era già stato utilizzato in precedenza da Smith durante la sua temporanea permanenza nei Siouxsie and the Banshees, per il singolo Swimming Horses. L'ultima traccia dell'album, Sinking, è una reminiscenza del periodo di Faith, mentre Close to Me, la canzone più celebre dell'album, venne descritta come "una cosetta disco" dai critici. La traccia d'apertura e primo singolo, In Between Days, fu paragonata al materiale dei New Order. A Night Like This contiene un assolo di sassofono opera di Ron Howe dei Fools Dance. Il titolo dell'album proviene da una frase del testo di Close to Me.
Quando fu intervistato nello stesso anno di pubblicazione di The Head on the Door, Smith citò tra i suoi album preferiti dell'epoca: This Year's Model di Elvis Costello, Low di David Bowie, Rattus Norvegicus degli Stranglers, e Mirror Moves degli Psychedelic Furs.

### Pubblicazione e accoglienza
| Recensione                    | Giudizio |
| ----------------------------- | -------- |
| AllMusic                      | [ 8 ]    |
| The Austin Chronicle          | [ 9 ]    |
| Blender                       | [ 10 ]   |
| Christgau's Record Guide      | B        |
| Mojo                          | [ 12 ]   |
| Pitchfork                     | [ 13 ]   |
| Q                             | [ 14 ]   |
| The Rolling Stone Album Guide | [ 15 ]   |
| Sounds                        | [ 6 ]    |
| Spin                          | [ 16 ]   |

Pubblicato il 26 agosto 1985, The Head on the Door fu il primo grosso successo internazionale per la band, entrando nella top 75 negli Stati Uniti e raggiungendo la top 20 in numerose altre nazioni. L'album è stato certificato disco d'oro negli Stati Uniti, in Gran Bretagna e in Francia.
Alla sua uscita, The Head on the Door fu ben accolto dalla critica di settore. In una recensione favorevole, Melody Maker accolse con piacere la "libertà" che Smith si era presa per concepire un così sfaccettato disco. Chris Roberts di Sounds scrisse che l'opera "ti faceva sperare che ci fossero più pop star abbastanza "fiche" da stare a letto tutto il giorno". Il recensore di Record Mirror Andy Strickland scrisse che The Head on the Door "possedeva un approccio musicale molto più maturo rispetto ai precedenti lavori della band". Nel dicembre 1985, The Head on the Door fu giudicato "miglior album dell'anno" dalla rivista Melody Maker.
In una recensione retrospettiva, AllMusic fece notare come The Head on the Door avesse segnato una nuova direzione musicale nella carriera dei Cure, con Smith che provò con successo a rendere il caratteristico stile "dark" della band più "ballabile e popolare", senza però perdere in inventiva musicale.

## Tracce
Testi e musiche di Robert Smith.
1. In Between Days – 2:55
2. Kyoto Song – 4:00
3. The Blood – 3:42
4. Six Different Ways – 3:16
5. Push – 4:28
6. The Baby Screams – 3:43
7. Close to Me – 3:23
8. A Night Like This – 4:12
9. Screw – 2:35
10. Sinking – 4:50

## Formazione

### Gruppo
- Robert Smith: voce, chitarra, tastiere
- Laurence Tolhurst: tastiere
- Porl Thompson: chitarra, tastiere
- Simon Gallup: basso
- Boris Williams: batteria, percussioni

### Altri musicisti
- Ron Howe: sassofono in A Night Like This

## Singoli
- Inbetween Days (luglio 1985). B-side: The Exploding Boy, Stop Dead, A Few Hours After This
- Close to Me (settembre 1985). B-side: A Man Inside My Mouth, New Day

## Deluxe Edition
L'8 agosto 2006 viene pubblicata la versione Deluxe del disco con un secondo cd, Rarities 1984 – 1985. Ecco di seguito la tracklist:
1. Inbetween Days (RS Home demo 12/84) (instrumental) (1:25)
2. Inwood (RS Home demo 12/84) (instrumental) (previously unreleased song) (2:18)
3. Push (RS Home demo 12/84) (instrumental) (2:31)
4. Innsbruck (RS Home demo 12/84) (instrumental) (previously unreleased song) (2:37)
5. Stop Dead (Fitz /F2 Studios demo 2/85) (3:21)
6. Mansolidgone (Fitz /F2 Studios demo 2/85) (previously unreleased song) (4:06)
7. Screw (Fitz /F2 Studios demo 2/85) (3:09)
8. Lime Time (Fitz /F2 Studios demo 2/85) (previously unreleased song) (2:56)
9. Kyoto Song (Fitz /F2 Studios demo 2/85) (4:28)
10. A Few Hours After This... (Fitz /F2 Studios demo 2/85) (4:36)
11. Six Different Ways (Fitz /F2 Studios demo 2/85) (3:00)
12. A Man Inside My Mouth (Fitz /F2 Studios demo 2/85) (3:00)
13. A Night Like This (Fitz /F2 Studios demo 2/85) (4:08)
14. The Exploding Boy (Fitz /F2 Studios demo 2/85) (3:06)
15. Close to Me (Fitz /F2 Studios demo 2/85) (4:03)
16. The Baby Screams (Live bootleg - Bercy Paris 12/85) (3:46)
17. The Blood (Live bootleg - Bercy Paris 12/85) (3:34)
18. Sinking (Live bootleg - Bercy Paris 12/85) (5:06)

Durata: 61:18

## Classifiche
| Classifica (2022) | Posizione massima |
| ----------------- | ----------------- |
| Grecia            | 31                |